# Conflito fronteiriço saudita-iemenita
Conflito no sul da Arábia Saudita ou conflito fronteiriço saudita-iemenita é um conflito armado entre as forças da Arábia Saudita e os insurgentes houthi que ocorre na fronteira entre os dois países, no extremo sul das regiões sauditas de Najrã, Jizã e Assir. Este conflito envolve também ataques com foguetes contra os territórios fronteiriços. O conflito foi provocado pela intervenção no Iêmen pela coalizão liderada pela Arábia Saudita, iniciado em abril de 2015.

## Ataques
No dia 7 de dezembro de 2021, a coalizão liderada pelos sauditas bombardeou alvos militares na capital Saná, depois que os Houthis alinhados ao Irã, lançaram mísseis e drones armados na Arábia Saudita. A coalizão conduziu "ataques de precisão contra alvos militares legítimos em Saná", atingindo alvos Houthi em Ma'rib e Jouf. No mesmo dia, a coalizão alegou que um projétil caiu perto de uma estrada pública e de um mercado local em Jizã, no sul do reino. Em 16 de dezembro, a coalizão liderada pelos sauditas afirmou em um comunicado que um projétil hostil caiu na área industrial de Ahad Al-Masarihah, na região de Jizã. Mais tarde naquele dia, a coalizão disse que interceptou e destruiu dois mísseis balísticos disparados contra a cidade de Abha, região de Assir. Em seguida, a coalizão liderada pelos sauditas anunciou que havia lançado ataques aéreos contra alvos militares Houthi em Saná. Em 24 de dezembro, a Defesa Civil Saudita disse que um projétil iemenita atingiu Jizã, resultando em duas mortes de um cidadão e um residente de nacionalidade iemenita, além do ferimento de sete civis, incluindo seis cidadãos sauditas e um bengalês.